# Antonius’ Partherfeldzug
Antonius’ Partherfeldzug war eine 36 v. Chr. von dem römischen Triumvirn Marcus Antonius unternommene erfolglose Militärexpedition gegen das von König Phraates IV. regierte Partherreich.
Mit militärischer Unterstützung mehrerer Klientelreiche, darunter Armenien, stellte Antonius eine starke Streitmacht von ungefähr 100.000 Soldaten zusammen und zog mit ihr an den Euphrat. Relativ spät, etwa im Sommer 36 v. Chr., eröffnete er den Feldzug. Er fiel nicht direkt ins Partherreich ein, sondern zog auf einem für seinen Kriegsgegner überraschenden Umweg gegen das mit Phraates IV. verbündete und von Truppen entblößte Media Atropatene. Nach dessen Eroberung hätte er das Partherreich von Norden her bedrohen können. In Media Atropatene stieß er rasch mit dem Großteil der Truppen gegen die Königsresidenz Phraaspa vor und belagerte sie; die Belagerungsmaschinen ließ er nachführen. Phraates IV. und sein Verbündeter, König Artavasdes von Media Atropatene, standen unterdessen mit ihren Truppen in Nord-Mesopotamien, wo sie den Vorstoß des Antonius erwartet hatten. Doch gelang ihnen ein schneller Vormarsch nach Phraaspa und die Vernichtung des römischen Trosses mit dem Belagerungsgerät, bevor dieser Antonius erreichte. Der Triumvir konnte ohne dieses Gerät Phraaspa nicht erobern und musste, ohne ins Partherreich selbst vorgedrungen zu sein, nach Armenien zurückkehren. Auf dem beschwerlichen Rückweg verlor er durch parthische Angriffe und Seuchen zahlreiche Männer.

## Vorbereitungen

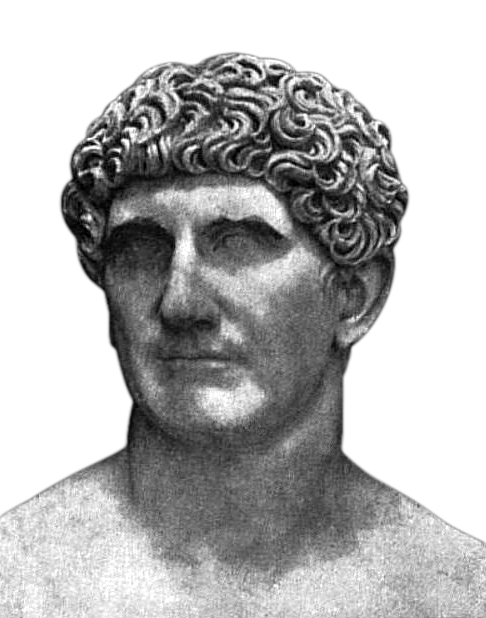
Büste des Triumvirn Marcus Antonius